# Thermoniphas albocaerulea
Thermoniphas albocaerulea är en fjärilsart som beskrevs av Henry Stempffer 1956. Thermoniphas albocaerulea ingår i släktet Thermoniphas och familjen juvelvingar. Inga underarter finns listade i Catalogue of Life.